# Lèze (rivière)
Pour les articles homonymes, voir Lèze.
Ne doit pas être confondu avec le Lez, autre rivière de l'Ariège
La Lèze est une  rivière du Sud-Ouest en France qui coule dans les départements de l'Ariège et de la Haute-Garonne. C'est un affluent de l'Ariège en rive gauche, donc un sous-affluent de la Garonne.

## Géographie
De 70,3 km de longueur, la Lèze prend sa source commune de La Bastide-de-Sérou sur le massif du Plantaurel, dans l'Ariège où elle forme une vallée coincée entre la Garonne et la rivière Ariège. Son cours suit globalement une orientation sud-nord. Après un parcours de 70 km, elle se jette dans l'Ariège en rive gauche, en aval de Labarthe-sur-Lèze dans la Haute-Garonne.

## Départements et principales communes traversés
- Ariège : La Bastide-de-Sérou, Aigues-Juntes, Gabre, Pailhès, Le Fossat, Saint-Ybars, Lézat-sur-Lèze
- Haute-Garonne : Saint-Sulpice-sur-Lèze, Labarthe-sur-Lèze, Beaumont-sur-Lèze, Lagardelle-sur-Lèze

## Principaux affluents
- Ruisseau d'Argentat : 7,9 km
- Ruisseau de Roziès : 8,7 km
- Ruisseau de Monesple : 8,4 km
- Le Latou : 17,2 km
- La Rijolle 8,1 km

## Hydrologie
L'alimentation de la Lèze est pluviale, ce qui explique les sautes de son débit, les crues brutales lors d'orage qui peuvent prendre, parfois, un caractère catastrophique.
La Lèze est une rivière très irrégulière. Son débit a été observé durant une période de 41 ans (1968-2008), à Labarthe-sur-Lèze, localité du département de la Haute-Garonne située au niveau de son confluent avec l'Ariège. La surface ainsi étudiée est de 351 km2, soit la totalité du bassin versant de la rivière.
Le module de la rivière à Labarthe-sur-Lèze est de 2,01 m3/s.
La Lèze présente des fluctuations saisonnières de débit fort marquées, comme la plupart des cours d'eau du piémont pyrénéen. Les hautes eaux se déroulent en hiver et au printemps, et se caractérisent par des débits mensuels moyens allant de 2,98 à 3,83 m3/s, de janvier à mai inclus (avec un maximum en février). À partir du mois de juin, le débit baisse fortement ce qui mène aux basses eaux d'été-automne qui ont lieu de juillet à octobre inclus, entraînant une baisse du débit mensuel moyen jusqu'à 0,334 m3/s au mois d'août. Mais ces moyennes mensuelles ne sont que des moyennes et occultent des fluctuations bien plus prononcées sur de courtes périodes ou selon les années.
Aux étiages, le VCN3 peut chuter jusque 0,016 m3/s (seize litres), en cas de période quinquennale sèche, ce qui est très sévère, le cours d'eau étant alors réduit à quelques filets d'eau. Mais ce fait est fréquent parmi les rivières de la région.
Les crues peuvent être très importantes, compte tenu de la taille du bassin versant. Les QIX 2 et QIX 5 valent respectivement 60 et 92 m3/s. Le QIX 10 est de 110 m3/s, le QIX 20 de 130 m3/s, tandis que le QIX 50 se monte à pas moins de 160 m3/s.
Le débit instantané maximal enregistré à Labarthe-sur-Lèze a été de 144 m3/s le 11 juin 2000, tandis que la valeur journalière maximale était de 110 m3/s le même jour. Si l'on compare la première de ces valeurs à l'échelle des QIX de la rivière, l'on constate que cette crue était intermédiaire entre les niveaux d'ordre vicennal et cinquantennal déterminés par le QIX 20 et le QIX 50, et donc destinée à se répéter tous les 35-40 ans en moyenne.
La Lèze est une rivière relativement peu abondante. La lame d'eau écoulée dans son bassin versant est de 181 millimètres annuellement, ce qui est nettement inférieur à la moyenne d'ensemble de la France (plus ou moins 320 millimètres), et aussi à la moyenne du bassin de la Garonne (384 millimètres au Mas-d'Agenais). Le débit spécifique (ou Qsp) atteint de ce fait le chiffre assez médiocre de 5,7 litres par seconde et par kilomètre carré de bassin.

## Activités
Pêche,